# Tombeau d'Alexandre le Grand
Pour les articles homonymes, voir Tombeau d'Alexandre.

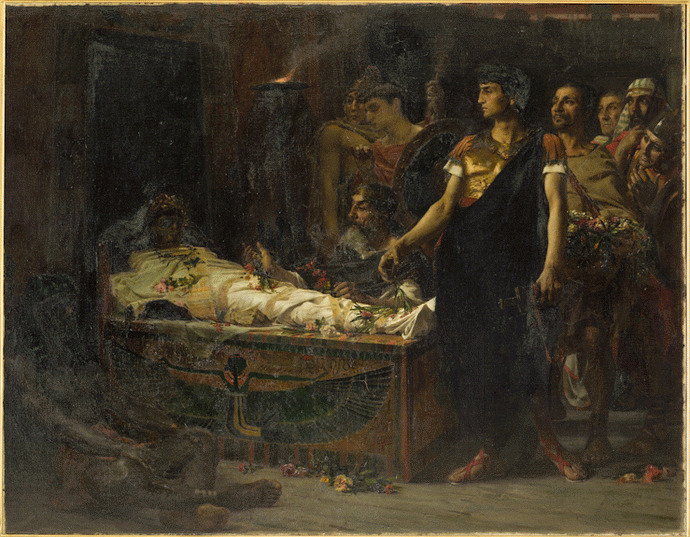
Auguste au tombeau d'Alexandre, Eugène Buland, musée d'Orsay.

Le tombeau d'Alexandre le Grand, appelé le Sôma (« corps ») ou Sèma (« tombe »), renferme, d'abord à Memphis puis à Alexandrie, la dépouille momifiée du conquérant macédonien. Objet d'un culte sous les Lagides qui font construire un mausolée somptueux, la momie est ensuite visitée par les généraux et empereurs romains. Déplacé ou détruit entre le IVe et le VIIe siècle, probablement à cause de catastrophes naturelles, le tombeau n'a toujours pas été retrouvé de nos jours, malgré les nombreuses recherches et hypothèses d'historiens et d'archéologues pour trouver son emplacement exact.

## Histoire du tombeau

### Tribulations de la momie d'Alexandre

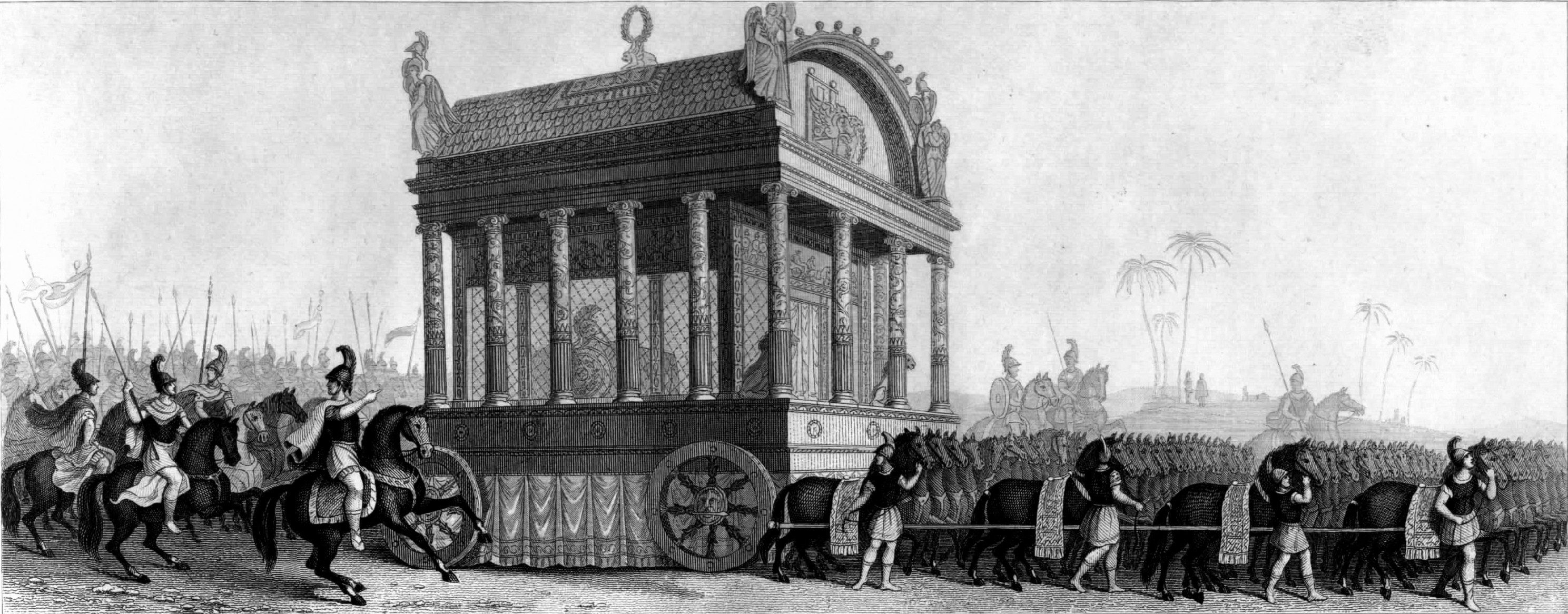
Reconstitution du catafalque d'Alexandre d'après la description de Diodore de Sicile, gravure du milieu du XIXe siècle.

Après sa mort survenue en juin 323 av. J.-C. à Babylone, le corps d'Alexandre le Grand, momifié à la manière des pharaons et non incinéré selon le rite funéraire macédonien, devient l'enjeu d'un conflit entre les Diadoques. La momification n'est pas une pratique macédonienne, mais elle a peut-être été voulue par les généraux d'Alexandre afin que le cadavre puisse résister au voyage.
Les sources antiques ne sont guère précises au sujet du lieu où doit être ensevelie la dépouille d'Alexandre. Selon l'historien Édouard Will, les Diadoques auraient peut-être tacitement convenu que la dépouille d'Alexandre serait moins dangereuse politiquement à Memphis qu'en Macédoine. Perdiccas, fidèle à Roxane et à Alexandre IV, aurait vraisemblablement décidé dans un premier temps de la rapatrier à Aigai, l'ancienne capitale de Macédoine, là où reposent les ancêtres du conquérant. Le corps est ainsi placé dans un premier sarcophage anthropoïde en or, enfermé à son tour dans un deuxième cercueil doré, un drap pourpre recouvrant le tout. L'ensemble est disposé sur un char d'apparat surmonté d'un toit que soutient un péristyle ionique. Cependant, en fonction des versions des auteurs antiques, en 322 av. J.-C., soit Ptolémée s'empare du sarcophage et du corps en attaquant la procession funéraire alors qu'elle se trouve en Syrie, soit il se le fait remettre par Arrhidée, officier macédonien chargé de conduire le convoi. Il l'expose ensuite à la dévotion à Memphis dans une salle annexe au temple de Nectanébo II. Ce détournement sert de prétexte à la campagne de Perdiccas en Égypte durant laquelle il trouve la mort en 321.

Ainsi, Diodore de Sicile, dans sa Bibliothèque historique raconte que : 

« Après qu'Arrhidée eut passé près de deux ans à préparer cet ouvrage, il ramena le corps du roi de Babylone en Égypte.
De plus, Ptolémée, faisant honneur à Alexandre, alla au-devant du corps avec une armée jusqu'en Syrie, et, recevant le corps, le jugea digne de la plus grande considération. Il résolut pour le moment de ne pas l'envoyer à Ammon, mais de l'enterrer dans la ville qu'avait fondée Alexandre lui-même, qui ne manquait guère d'être la plus renommée des villes de la terre habitée. Là, il prépara une enceinte digne de la gloire d'Alexandre par ses dimensions et sa construction. En effet, en l'ensevelissant dans cette tombe et en l'honorant par des sacrifices comme on le fait pour les demi-dieux et par des jeux magnifiques, il obtint une juste rétribution non seulement des hommes, mais aussi des dieux. En effet, à cause de sa grâce et de la noblesse de son cœur, les hommes se rassemblèrent de tous côtés à Alexandrie et s'enrôlèrent avec joie pour la campagne, bien que l'armée des rois fût sur le point de combattre celle de Ptolémée ; et, bien que les risques fussent évidents et grands, tous néanmoins prirent volontiers sur eux, à leurs risques et périls, la préservation de la sécurité de Ptolémée. Les dieux le sauvèrent aussi contre toute attente des plus grands dangers en raison de son courage et de la manière honnête dont il traita tous ses amis.
Perdiccas, qui voyait avec suspicion l'accroissement du pouvoir de Ptolémée, décida de faire campagne contre l'Égypte avec la plus grande partie de l'armée, lui et les rois. »

Pausanias le Périégète, géographe grec, donne une version différente dans sa Description de la Grèce : 

« Étant passé en Égypte, [Ptolémée] tua Cléomène qu'Alexandre avait établi satrape de ce pays, et qui lui était suspect parce qu'il le croyait attaché à Perdiccas. Il se fit remettre le corps d'Alexandre par les Macédoniens, qui étaient chargés de le transporter à Égé, et il lui fit faire à Memphis des obsèques suivant les usages de la Macédoine. Sachant que Perdiccas voulait lui faire la guerre, il mit l'Égypte en état de défense ; sous le titre spécieux de protecteur d'Aridée, fils de Philippe, et d'Alexandre, fils d'Alexandre et de Roxane, fille d'Oxyarte. Perdiccas voulait en effet enlever à Ptolémée le royaume d'Égypte, mais il fut repoussé. Ayant perdu par cet échec une partie de sa réputation militaire, étant d'ailleurs devenu odieux aux Macédoniens, il fut tué par les gardes du corps. »

Claude Élien, historien, raconte l'attaque de la procession dans ses Histoires variées : 

« D'Alexandre mort.
Alexandre, fils de Philippe et d'Olympias, étant mort à Babylone, le corps de ce prince, qui se disait fils de Jupiter, demeurait étendu, pendant que ses généraux se disputaient la possession de ses états : on ne lui rendait pas même les honneurs de la sépulture qu'on accorde aux plus vils mortels et dont la nature nous fait un devoir pour tous les morts. Trente jours s'étaient écoulés sans qu'on eût songé aux funérailles d'Alexandre, lorsqu'Aristandre de Telmisse, soit par l'inspiration d'une divinité, soit par quelque autre motif, s'avança au milieu des Macédoniens, et leur dit que les dieux lui avaient révélé qu'Alexandre ayant été pendant sa vie et après sa mort le plus heureux des rois qui eussent existé, la terre qui recevrait le corps où avait habité son âme serait parfaitement heureuse et n'aurait jamais à craindre d'être dévastée. Ce discours fit naître de nouveaux débats, chacun désirant d'emporter dans son royaume et de posséder un trésor qui était le gage d'une puissance solide et durable. Ptolémée, s'il en faut croire quelques historiens, ayant enlevé secrètement le corps d'Alexandre, se hâta de le faire transporter en Égypte, dans la ville que ce prince avait décorée de son nom. Les Macédoniens virent cet enlèvement d'un œil tranquille ; mais Perdiccas se mit aussitôt à la poursuite du ravisseur, moins excité par son attachement à la mémoire d'Alexandre et par un respect religieux pour son corps qu'échauffé par la prédiction d'Aristandre. Lorsque Perdiccas eut atteint Ptolémée, ils se livrèrent pour le cadavre, un combat sanglant, semblable, en quelque façon, à celui que Troie vit jadis sous ses murs pour le simulacre d'Énée, simulacre chanté par Homère, qui dit qu'Apollon l'avait envoyé, à la place d'Énée, au milieu des héros. Ptolémée, après avoir repoussé Perdiccas, fit faire un simulacre qui représentait Alexandre, le revêtit des habits royaux, et l'entoura des ornements funèbres les plus précieux ; puis le plaça sur un chariot persique, dans un magnifique cercueil enrichi d'or, d'argent, et d'ivoire, En même temps, il envoya le véritable corps, sans pompe et sans éclat, par des routes secrètes et peu fréquentées. Lorsque Perdiccas se fut rendu maître de la représentation d'Alexandre et du chariot qui la portait, il crut avoir en son pouvoir le prix du combat : dès lors, il cessa toute poursuite, et ne s'aperçut qu'il avait été trompé, que quand il ne fut plus possible d'atteindre Ptolémée. »

Photios Ier de Constantinople, patriarche, résume dans sa Bibliothèque le compte rendu de ce qui se passa après la mort d'Alexandre d'Arrien :

« Arrhidaios, qui conservait le corps d'Alexandre, contrairement à la volonté de Perdiccas, l’emmena de Babylone à Damas chez Ptolémée, fils de Lagus, en Égypte, et bien que son voyage fut souvent contrarié par Polémon, ami de Perdiccas, il réussit néanmoins à mener à bien son intention. »

### À l'époque ptolémaïque

Plan d'Alexandrie du au.
L'emplacement possible du tombeau est le numéro 7.

Selon le pseudo-Callisthène, la dépouille d'Alexandre le Grand est transportée par Ptolémée II à Alexandrie vers 280 av. J.-C., dans un coffre de plomb. Ptolémée II le place à l'intérieur d'un temple dans un nouveau sarcophage recouvert d'or. Enfin Ptolémée IV Philopator fait construire un mausolée somptueux (le Sôma) dans lequel il expose la dépouille d'Alexandre. Lucain rapporte dans la Pharsale « qu'Alexandre a sur le Nil un vaste et superbe tombeau, que des pyramides immenses couvrent les cendres des Ptolémées ». Le père fondateur de la ville a donc dû être inhumé dans un tombeau de style macédonien, c'est-à-dire dans une chambre d'albâtre souterraine, surmontée d'un tumulus de pierres. Le tombeau devait être dans le même style que le mausolée qui est érigé bien plus tard pour Auguste à Rome, mais avec un temple à son sommet pourvu d'un toit pyramidal. Tout autour de celui-ci sont aménagées de petites chapelles destinées à recevoir les corps des souverains lagides, l'ensemble étant protégé par une enceinte murée qui délimite le téménos. Il est presque certain que le Sôma se trouve alors quelque part à l'intersection de la voie Canopique, qui traverse la ville selon un axe nord-est / sud-ouest depuis la porte du Soleil jusqu'à la porte de la Lune, et de l'autre voie principale orientée nord-sud qui relie la presqu'île de Lochias au lac Mariout. De nos jours, cette intersection se situe vers le côté ouest des jardins de Al Shallalat (Les Cascades).
Pour l'historien grec Strabon :

« Une autre dépendance des palais royaux est ce qu'on appelle le Sêma, vaste enceinte renfermant les sépultures des rois et le tombeau d'Alexandre. L'histoire nous apprend comment Ptolémée, fils de Lagus, intercepta au passage le corps du Conquérant et l'enleva à Perdiccas qui le ramenait de Babylone [en Macédoine], mais qui, par ambition et dans l'espoir de s'approprier l’Égypte, s'était détourné de sa route. À peine arrivé en Égypte, Perdiccas périt de la main de ses propres soldats : il s'était laissé surprendre par une brusque attaque de Ptolémée et bloquer dans une île déserte, et ses soldats furieux s'étaient rués sur lui et l'avaient percé de leurs sarisses. Les membres de la famille royale qui étaient avec lui, à savoir Aridée, les jeunes enfants d'Alexandre et sa veuve Roxane, purent [continuer leur route] et s'embarquer pour la Macédoine ; seul le corps du roi fut retenu par Ptolémée qui le transporta à Alexandrie et l'y ensevelit en grande pompe. Il y est encore, mais non plus dans le même cercueil ; car le cercueil actuel est de verre, et celui où l'avait mis Ptolémée était d'or. C'est Ptolémée dit Coccès ou Parisactos qui s'empara de ce premier cercueil, dans une expédition à main armée préparée au fond de la Syrie, mais très vivement repoussée, ce qui l'empêcha de tirer de son sacrilège le parti qu'il en avait espéré. »

Ptolémée X, à court d'argent, fait remplacer en 89 av. J.-C. le cercueil d'or par un cercueil de verre ou d'albâtre translucide.
Zénobios, grammairien grec, parle dans ses Proverbes de la maison commémorative d'Alexandrie, qui s'appelle Sêma («Σῆμα »), où tous les ancêtres de Ptolémée IV Philopatôr y furent déposés, ainsi qu'Alexandre le Macédonien.

### Visites des empereurs romains

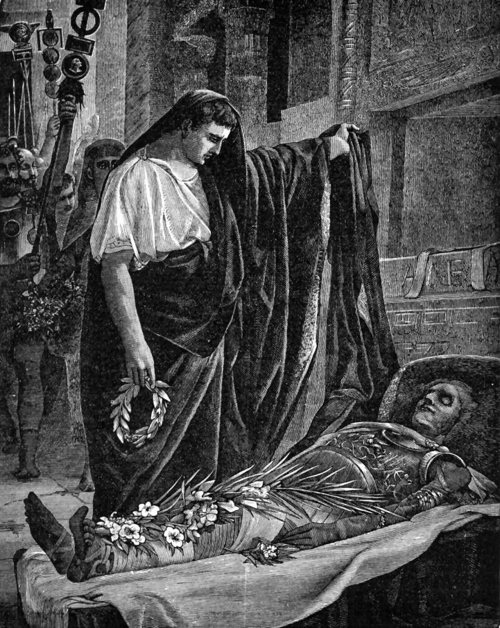
Auguste rend hommage à la dépouille d'Alexandre.

Le cadavre embaumé reste dans le Sôma plusieurs centaines d'années et devient un objet de visite pour un grand nombre d'hommes politiques et de généraux romains.
Jules César est le premier à visiter le Sôma en 48 av. J.-C., comme le rapporte Lucain :
« Un seul objet l'émeut et l'intéresse, c'est le tombeau d'Alexandre. Il descend avec une ardeur impatiente dans son caveau funèbre ; là repose ce brigand heureux, dont le ciel vengeur délivra la terre. Ses restes, qu'il eût fallu disperser dans l'univers, sont recueillis dans le sanctuaire. La fortune épargne jusqu'à ses mânes, et le bonheur de son règne se perpétue même après sa mort. Car si jamais la liberté rentrait dans ses droits sur la terre, ce serait pour être le jouet des peuples qu'on aurait conservé les cendres de leur oppresseur, de celui qui offrit au monde l'exemple funeste de l'univers esclave d'un seul ».
Puis, selon Suétone, l'empereur Auguste visite le tombeau en 30 avant notre ère :
« Vers le même temps, il fit retirer de son tombeau le corps d'Alexandre, lui mit avec respect une couronne d'or sur la tête, et le couvrit de fleurs. On lui demanda s'il ne voulait pas visiter aussi le Ptoléméum [les tombes des Ptolémées]. Il répondit qu'il était venu pour voir un roi, et non des morts. »
La manipulation aurait malheureusement abîmé le nez de la momie. Quant au tombeau lui-même, selon Flavius Josèphe, il aurait déjà été pillé quelque temps auparavant par Cléopâtre qui manquait de ressources financières : « la dernière Cléopâtre [...] pilla les dieux nationaux et les tombeaux de ses ancêtres ».
La dernière visite importante est celle de l'empereur Caracalla en 215. Ce dernier n'hésite pas à s'approprier la tunique, la bague et la ceinture du Conquérant, la cuirasse, quant à elle, ayant probablement déjà été volée par Caligula (qui régna de 37 à 41) : « Il portait habituellement les ornements du triomphe, même avant son expédition, et de temps en temps la cuirasse d'Alexandre le Grand qu'il avait fait tirer de son tombeau. ».

### Durant la Basse Antiquité
La période qui va de 215 à 365 n'est pas connue avec certitude, mais la ville d'Alexandrie commence à décliner du fait des importants massacres qu'ordonne Caracalla au cours de sa visite, d'épidémies, de tremblements de terre, et de raz-de-marée, mais surtout, avec l'avènement du christianisme, des monuments ou bâtiments dits « païens » sont détruits ou ne sont plus entretenus, et tombent en ruine. Les pierres sont récupérées pour construire de nouveaux bâtiments ou structures.
Le 21 juillet 365, un très violent séisme, suivi d'un raz-de-marée dévastateur, ravage la ville. Les chroniqueurs du temps décrivent avec effroi les bateaux retrouvés juchés au sommet des édifices, les temples et les portiques écroulés sur le sol. La ville est jonchée de cadavres (les historiens parlent de quelque 50 000 morts). Une catastrophe de cette ampleur n'a pu que mettre à mal le tombeau d'Alexandre le Grand. De plus, en 391, « explose une violente émeute chrétienne et anti-païenne qui aboutit à la destruction du grand temple de Sérapis, et qui a peut-être atteint ce qui restait du Sôma. Une allusion récemment décelée dans un discours du rhéteur Libanius montrerait que le corps a été sorti du tombeau pour être exposé une dernière fois publiquement ». L'empereur chrétien Théodose interdit en 391 la vénération d'Alexandre le Grand. En 415, une nouvelle émeute chrétienne anti-païenne (au cours de laquelle est massacrée la philosophe Hypatie), ajoute ses destructions aux facteurs précédents. Depuis lors, l'emplacement du Sôma n'est plus connu avec exactitude.

### À partir du Moyen Âge
Jusqu'en 565, époque qui marque la fin du règne de Justinien, Alexandrie est ravagée par d’autres séismes et raz-de-marée, ainsi que par plusieurs épisodes d’épidémies de peste ; mais les documents manquent à ce sujet, comme pour la période située entre 215 et 365. Il est possible qu’après Constantin, avec la christianisation d’Alexandrie, la momie, si elle existe encore, ait été inhumée ou bien placée dans un sarcophage ou une crypte. En 605, puis vers 630 ou 631 enfin, deux autres séismes sont encore recensés, suivis de raz-de-marée destructeurs.
À la veille de la conquête musulmane, vers 640-645, Alexandrie ne s’est pas encore relevée de ces catastrophes ; cette période voit aussi de nombreuses déprédations et destructions[réf. nécessaire]. Pendant tout le Moyen Âge et la Renaissance, Alexandrie est supplantée par la ville et le port de Damiette, et surtout par la ville nouvelle du Caire, située plus au sud.
Lors de la Campagne d'Égypte menée par la France de 1798 à 1800, Alexandrie n’est plus qu’un grand village, son passé étant enfoui sous plusieurs mètres de terre ou de remblais[réf. nécessaire].
De l'Antiquité à nos jours a prévalu une tradition associant le tombeau d'Alexandre le Grand à la mosquée du prophète Daniel (en), située rue Nabi Daniel, à Alexandrie. C'est peut-être à cause d'une confusion entre les deux personnages : les révélations de Daniel prophétisaient la conquête macédonienne de la Perse et les deux hommes moururent à Babylone.

## Fouilles récentes

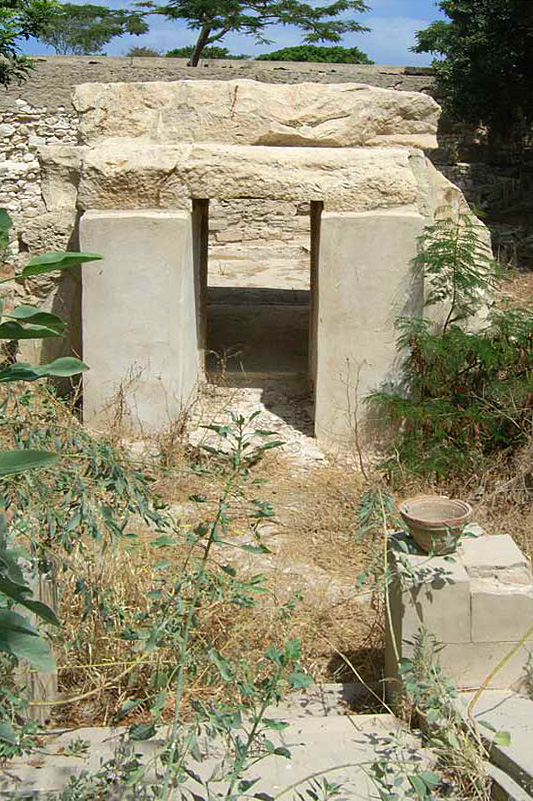
Emplacement supposé du tombeau d'Alexandre le Grand dans le cimetière de Terra Santa.

Cent-quarante fouilles officiellement autorisées ont été organisées pour retrouver le tombeau d'Alexandre, mais toutes ont échoué.
Dans le cimetière latin de Terra Santa à Alexandrie, à l'extérieur du téménos antique, a été découvert en 1906 un tombeau d'albâtre, antichambre souterraine d'une tombe monumentale qu'Achille Adriani, le dernier directeur italien du musée gréco-romain, considère comme étant le tombeau d'Alexandre le Grand. La porte monumentale de cette sépulture est tout particulièrement remarquable, car elle est la copie conforme au 1/36e de celle de l'antique phare d'Alexandrie. La zone a été de nouveau fouillée de 1998 à 1999. Des prospections géophysiques réalisées par une équipe grecque puis une entreprise allemande ont montré une série d'anomalies dans les environs du tombeau.
En 2001, le Centre d'études alexandrines a poursuivi ces travaux et a fouillé ce cimetière désaffecté, transformé en pépinière. Par endroits, le rocher naturel, qui est taillé, a été atteint. Les mesures réalisées par les géophysiciens (par radar, mesures sismiques, électromagnétiques, etc.) décèlent des cavités dans le rocher, laissant supposer des passages, puits ou descenderies. Malgré les fouilles, il n'y a aucune certitude qu'il s'agit bien du tombeau d'Alexandre.
Depuis 2001 une équipe dirigée par l'archéologue grecque Calliope Limneos-Papakosta fouille un parc public situé dans le cœur d'Alexandrie. Une statue d'Alexandre datant de l'époque romaine a été mise au jour en 2016. L'archéologue estime avoir découvert le quartier royal d'Alexandrie. Pour guider ses recherches, l'archéologue a utilisé les récits de Strabon et une carte d'Alexandrie datant du XIXe siècle ; elle a également utilisé des technologies modernes à base de courant électrique dans le sol. Grâce à ces techniques, son équipe a identifié ce qui pourrait être des ruines anciennes situées profondément sous terre, voire l'emplacement du tombeau d'Alexandre.

## Thèses alternatives

### Thèse d'Andrew Chugg
Selon l'historien Andrew Chugg, auteur de quatre ouvrages sur Alexandre le Grand, le corps embaumé du Macédonien pourrait de nos jours se trouver à Venise.
La momie de saint Marc, dont le symbole est également un lion, apparaît subitement à Alexandrie à la fin du IVe siècle, alors que tous les auteurs anciens affirment que la dépouille de ce saint, qui passe pour être le premier à avoir évangélisé Alexandrie, a été brûlée vers la fin du Ier siècle. Il y aurait eu confusion (voulue ?) à l'époque entre les deux tombeaux, la momie d'Alexandre étant désormais prise pour être celle de saint Marc, et vénérée comme telle. Puis, en 828, deux marchands vénitiens, peut-être pour la soustraire aux destructions liées à la conquête arabe, l'enlèvent avec la complicité du clergé local de la chapelle où elle repose, et l'emmènent à Venise. Cette momie reposerait depuis 1811 dans un sarcophage de marbre sous l'autel majeur de la basilique Saint-Marc où l'on trouve également plusieurs symboles macédoniens en marbre incrustés dans les murs. Mais en l'absence d'expertises génétiques comparatives avec les ossements de la tombe de Philippe II de Macédoine, aucune preuve concrète ne vient étayer cette thèse.

### Autres hypothèses
En 2017, Ossama Al A'bd, président de l'université de théologie musulmane Al Azar, réfute l'accusation de destruction de la momie lors de la conquête de l'Égypte par les Arabes. Il estime qu'Alexandre le Grand (Iskander Al Kebir) ne peut qu'avoir été respecté par les dignitaires musulmans parce qu'il serait cité dans le Coran sous le nom de Dhû-l-Qarnayn.
Pour certains historiens[réf. nécessaire], Alexandre le Grand a plutôt été incinéré, comme son père Philippe II, selon les usages grecs et macédoniens. Les cendres ont pu ensuite être transférées à Aigai, ce qui n'empêche pas une substitution par Ptolémée, pour un transfert à Alexandrie, dans un but politique. Ensuite, même si de grandes personnalités ont visité le tombeau, ceux qui décrivent ces visites n'en ont jamais été des témoins directs : ils ne font que rapporter des récits, qui peuvent aller jusqu'à l'évocation d'une momie. Dans l'Antiquité, une urne funéraire, contenant des cendres, peut être vénérée de la même façon qu'un corps momifié. Dans l'Égypte lagide, les modes d'inhumation sont la momification, surtout pour les personnes aisées, l'inhumation simple en pleine terre, ou l'incinération, qui est pratiquée surtout par les Grecs, les Macédoniens et d'autres étrangers.